# Badalkot
Badalkot (nepalski: बदालकोट) – gaun wikas samiti w zachodniej części Nepalu w strefie Karnali w dystrykcie Kalikot. Według nepalskiego spisu powszechnego z 2011 roku liczył on 589 gospodarstw domowych i 3254 mieszkańców (1602 kobiety i 1652 mężczyzn).